# Nathaniel Grew
Nathaniel Grew (* 6. Oktober 1829 in Norwich; † 11. Juli 1897 in London) war ein britischer Ingenieur und Unternehmer.

## Leben
Nachdem er von 1846 bis 1849 eine Lehre bei William Bridges Adams in den Fairfield Works in Bow absolviert hatte, war er bei der South Eastern Railway in London und Ashford beschäftigt. 1851 ging er nach Spanien und war dort zwei Jahre lang mit der Vermessung und dem Bau der Eisenbahn zwischen Madrid und Valencia auf dem Abschnitt von Albacete nach Almansa beschäftigt. Von 1854 bis 1859 war er Chefassistent bei Siemens Brothers & Co. in London.
1860 machte er sich in London selbstständig und war beratender Ingenieur für mehrere große Handelsfirmen. Einige Jahre lang beriet er auch verschiedene Eisengesellschaften in Argentinien, Mittelamerika, Peru und Brasilien bei der Anschaffung von Lokomotiven und anderem Rollmaterial. 1861 entwarf er für einen russischen Kaufmann eine Eislokomotive für den Einsatz auf zugefrorenen Gewässern. Zuletzt arbeitete er beratend für die Bahía Blanca and North Western Railway in Argentinien.
Er war ab 1847 Mitglied bei der Institution of Mechanical Engineers und ab 1860 bei der Institution of Civil Engineers.